# Arenophryne xiphorhyncha
Espèce
Arenophryne rotunda est une espèce d'amphibiens de la famille des Myobatrachidae.

## Répartition
Cette espèce est endémique d'une toute petite région côtière de l'Australie-Occidentale entre Geraldton et la baie Shark.

## Publication originale
- Doughty & Edwards, 2008 : A new species of Arenophryne (Anura : Myobatrachidae) from the central coast of Western Australia. Records of the Western Australian Museum, vol. 24, p. 121-131 (texte intégral).